# قرة كوني
قرة كوني (بالإنجليزية: Kara Cooney)‏ هي عالمة مصريات أمريكية، ولدت في 8 مارس 1972.

## وصلات خارجية
- الموقع الرسمي
- قرة كوني على موقع IMDb (الإنجليزية)
- قرة كوني على موقع ميوزك برينز (الإنجليزية)